# 甘公亮
甘公亮（1482年—？），江西吉安府永新縣人，民籍，明朝政治人物。

## 生平
弘治十七年（1504年）甲子科江西鄉試第七十四名舉人，正德三年（1508年）中式戊辰科會試第五十八名，二甲第七名進士。授兵部主事，升員外郎、郎中，十三年（1518年）出為惠州府知府，致仕歸里，潛心理學，受鄒守益、羅洪先所推崇。

## 家族
曾祖甘霖；祖父甘勵卓；父甘彥，封南京刑部主事。母尹氏。具慶下。兄甘公惠，弟甘公魯、甘公輔。